# Erechim (distrito)
Sede ou Erechim é um distrito do município de Erechim, no Rio Grande do Sul . O distrito possui  cerca de 85 100 habitantes e está situado na região central do município .